# 10255 Taunus
10255 Taunus (3398 T-3) là một tiểu hành tinh vành đai chính.